# Artisornis sousae
Artisornis sousae, "moçambiqueskräddarfågel", är en fågelart i familjen cistikolor inom ordningen tättingar.

## Utbredning och systematik
Fågeln förekommer enbart i nordvästra Moçambique.. Den betraktas oftast som underart till långnäbbad skräddarfågel (Artisornis moreaui) men urskiljs sedan 2016 som egen art av Birdlife International och IUCN.

## Status
Den kategoriseras av IUCN som starkt hotad.

## Namn
Fågelns vetenskapliga artnamn hedrar Américo Baptista de Sousa, portugisisk provinskommissionär vid Vila Cabral, Moçambique.